# Dendrobium podochiloides
Dendrobium podochiloides är en orkidéart som beskrevs av Rudolf Schlechter. Dendrobium podochiloides ingår i släktet Dendrobium, och familjen orkidéer. Inga underarter finns listade i Catalogue of Life.